# Carlos Molina (futbolista)
Carlos Alberto Molina (n. 7 de marzo de 1984, Mendoza) es un futbolista argentino que se desempeña como arquero.

## Clubes
| Club               | País      | Año       |
| ------------------ | --------- | --------- |
| Godoy Cruz         | Argentina | 2001-2005 |
| Santiago Wanderers | Chile     | 2005-2006 |

- Datos: Q11680538